# Niedermann József
Niedermann József (Esztergom, 1849. április 27. – Budapest, 1916. február 21.) Esztergom városi al- majd főjegyző, városi rendőrkapitány, rövid ideig polgármester.

## Életútja
Niedermann András és Argauer Anna fiaként született. 1892 májusában Esztergom város főjegyzője, majd októberben a város rendőrkapitányává nevezték ki. Miután Helcz Antal korábbi esztergomi polgármester 1895 júniusában sikkasztás miatt lemondani kényszerült, ekkor 13-ától pár hétre Niedermann vette át a polgármesteri teendőket. Számos hírlapi cikket írt különösen a Borászati Lapokba, melynek 1883-tól munkatársa volt.
1905 márciusában hivatali vétség miatt rendőrkapitányi tisztségéből menesztették és nyugállományba helyezték.
1916. február 21-én hunyt el idegrendszer-kimerülés következtében a Kékgolyó u. 5. szám alatti Schwartzer-féle elmegyógyintézetben. 1916. február 24-én adta hírül az Esztergom és Vidéke újság, hogy „Niedermann József nyug. rendőrkapitány Budapesten, hol gyógykezeltetés céljából tartózkodott, meghalt. Holttestét Esztergomba szállítják és a belvárosi temetőben helyezik örök nyugalomra.” Felesége, Molnár Terézia néhány hónappal később, 58 éves korában, 1916. július 16-án Karlsbadban hunyt el. Lányuk Niedermann Berti volt.